# Equus africanus asinus, razza sarda
L'asino sardo (àinu, molente, burriccu o poleddu fra i nominativi più comuni in lingua sarda) è una razza asinina della Sardegna.

## Caratteristiche
L'asino sardo vive in cattività circa 40-50 anni, mentre allo stato brado 25-30 anni. Partorisce di norma un solo piccolo per volta dopo una gestazione di 12 mesi. Il suo peso varia tra i 100-150 kg, e l'altezza al garrese è compresa tra gli 80 e i 110 cm.
Il suo comportamento mite lo fa apparire poco acuto, in realtà è un animale ubbidiente e dotato di buone capacità di apprendimento. 

## Distribuzione
Presente prevalentemente in Sardegna, l'asino sardo lo è ora anche in Lazio e Umbria, dove arrivò al seguito dei pastori sardi e dove si trovano diversi allevamenti.

## Storia
La Sardegna vanta una storia millenaria per ciò che riguarda le attività con l'asinello: l'asino sardo ha dato un grande contributo in agricoltura, nel settore dei trasporti, della locomozione e nelle attività belliche, intrecciando la sua storia con quella dell'isola.
L'avvento della motorizzazione anche tra i contadini ha contribuito al declino dell'asinello, e quello che un tempo veniva considerato un ottimo ed economico mezzo di trasporto ha finito per essere utilizzato solo per la produzione di carne, una situazione che minaccia l'estinzione di questa razza.
Dagli anni 2000 è sorto un interesse crescente per gli asini. Con D.M. 24347 del 5.11.2003, il Ministero delle politiche agricole e forestali ha istituito il "Registro anagrafico delle popolazioni equine riconducibili a gruppi etnici locali", tenuto dall'Associazione allevatori italiani, nel quale è stato ammesso, tra le razze asinine, anche l'asino sardo.
La riscoperta dell'asino sardo, oltre all'iscrizione di un centinaio di soggetti al registro anagrafico, ha portato alla nascita, in Sardegna, di un'associazione regionale (Associazione per la tutela dell'asino sardo: ATAS) e alla realizzazione del Parco dell'asino sardo di Mui Muscas, Ortueri. Si sono inoltre tenuti due premi regionali, curati dall'Associazione regionale allevatori della Sardegna, a Cagliari nel 2005 e 2006.